# Lázeňská oplatka
Lázeňská oplatka (též Karlsbader Oblate/Karlovarská oplatka a Marienbader Oblate/Mariánsko-lázeňská oplatka), vyráběná spečením v oplatkových kleštích (železné formě zvané oplatnice), má bohatou historii. Do zemí Koruny české se dostala v 18. století skrze německé obyvatelstvo, které její výrobu převzalo od vlámských přistěhovalců do Braniborské marky.
Některým pekařským rodinám sudetoněmeckého původu se po vysídlení podařilo na základě svého know-how přenést tradici pečení karlovarských oplatek do Německa a Rakouska. Po konfiskaci německých oplatkáren a znárodnění potravinářského průmyslu byly na československý trh v roce 1949 uvedeny druhy oplatek pod názvy: karlovarské dortové oplatky (slazené, mléčné, spékané), karlovarské lázeňské oplatky a oplatkové řezy. Pražské pečivárny, národní podnik Praha, závod v Mariánských Lázních obstarával výrobu oplatek pro lázeňské hosty a na export.
Po začlenění Pražských pečiváren do národního podniku „Československý průmysl trvanlivého pečiva Praha” započala v závodě v Mariánských lázních v roce 1964 výroba nového druhu oplatek pod názvem Luxusní lázeňské oplatky v kulatém dárkovém balení z polystyrenu, v roce 1966 přibyly speciální lázeňské oplatky (oříškovočokoládové, čokoládové) pro lázně Karlovy Vary, Poděbrady a Teplice a v roce 1972 DIA lázeňské oplatky pro diabetiky.
V roce 1967 si nechal Průmysl trvanlivého pečiva (PTP) u ÚPV ČSSR ochránit názvy: Mariánsko-lázeňské oplatky a Karlovarské oplatky a 15. dubna 1974 byly ochranné názvy zveřejněny ve Věstníku ÚPV 1974/04. Československý pojem lázeňské oplatky označoval od roku 1974 spékané sladké oplatky (Karlovarské oplatky, Mariánsko-lázeňské oplatky a Františko-lázeňské oplatky) „národního podniku Čokoládovny Praha”, jehož součástí byl i závod Kolonáda v Mariánských Lázních s provozy v Karlových Varech a Františkových Lázních.
Po obnovení československého tržního hospodářství navázali na tradici výroby Karlovarských oplatek v katastru města Karlovy Vary výrobci sdružení ve spolku s názvem Sdružení výrobců Karlovarských oplatek. V roce 2004 podaly Úřad průmyslového vlastnictví ČR a Sdružení výrobců Karlovarských oplatek z Karlových Varů žádost o zapsání zeměpisného označení Karlovarské oplatky do rejstříku chráněných zeměpisných označení Evropské unie, proti které vyslovilo námitku Sudetoněmecké krajanské sdružení. Po dlouholetém sporu Evropská komise v roce 2011 rozhodla, že Karlovarské oplatky a trojhránky jsou tradičními výrobky spjatými výlučně s českým územím. Rozhodnutí se nevztahuje na německou firmu Wetzel – Karlsbader Oblaten- und Waffelfabrik GmbH.

## Historie
Výroba vaflí a oplatek má dlouholetou tradici. Nejvíce byla rozšířena na území bývalého Brabantského vévodství a Flanderského hrabství, Arden a Braniborské marky, kde se oplatečnice používaly již ve 12. století. Na území Braniborska a Saska-Anhaltska vyráběli kováři železné kleště na oplatky jako svatební dar nebo k narození dítěte či jiné významné rodinné události ještě v polovině 20. století. Na formě se vyrážely údaje o majiteli jako jméno, bydliště, datum svatby, atd. Oplatky či vafle a kleště na pečení byly často vyobrazovány v dílech starých nizozemských malířů či u vlámské školy nebo mistrů z této oblasti pocházejících.
V zemích Koruny české se výroba cukrových oplatek šířila skrze německé obyvatelstvo (zejména ze Saska, Bavorska a Pruského Slezska) nejprve v pohraničních oblastech. Johann Heinrich Zedler zahrnul heslo „Oblate, Oblaten” (česky oplatka, oplatky) do svého německého „Velkého úplného univerzálního lexikonu všech věd a umění” (Das Grosse vollständige Universal-Lexicon Aller Wissenschafften und Künste), který vyšel v letech 1731-1754 v Halle a Lipsku. Pod heslem „Oplatka, Oplatky” je podrobně popsána nejen příprava oplatkového těsta, ale i pečení v oplatkových kleštích nad ohněm. Jednalo se samozřejmě o oplatky církevní, lékárenské a pečetní. Ovšem lexikon pro doplnění uváděl, že v případě kuchyňského upotřebení (jako sladkého dezertu) se do těsta může přidat cukr a koření a že lze dvě oplatky také spojit náplní z mandlí, růžové vody a cukru, následně potřít žloutkem a rozpéci na horkém sádle.
Saský týdeník „Wittenbergisches Wochenblatt”, ve kterém vycházely v roce 1776 na pokračování „Naučné zprávy z užitečných knih” (Gelehrte Nachrichten von nützlichen Büchern) uváděl: „Zdá se, že druh oplatek, který slouží jako lehká strava, není v Berlíně příliš rozšířen, jinak by si zde takovou výrobou oplatkáři vydělávali na živobytí.” Ještě v roce 1820 německý chemik a továrník Johann Gottfried Dingler ve svém polytechnickém časopise „Polytechnisches Journal” k zlepšovacímu patentu londýnského majitele manufaktury na oplatky Johna Hudswella doplnil poznámku, že mimo Norimberka, Fürthu, Altöttingu a Deckendorfu neví v Německu o žádné manufaktuře, která by se výrobou oplatek či vaflí zabývala a že tak jedinými výrobnami oplatek zůstávají stále kuchyně zkušených hospodyněk.
V roce 1821 v lipských listech („Leipziger Zeitung”) Gottlieb Spaltholz inzeroval zavedení své oplatkářské živnosti před městskou Peterskou bránou (Peterstor) v bývalých kasárnách Pleißenburg v domě čp. 820. Nabízel dobré jednoduché i dvojité oplatky (Oblaten-Kuchen), přičemž jednoduchá stála 1 Gr. a dvojitá 4 Gr.
Oplatky s českým lvem. V Salershausnu u Lipska peče jistý pekař oplatky, na nichž na jedné straně nachází se dvouhlavý orel a prostřed něho český lev (obráceně) a kolem následující nápis: „Tento erb za časů Lecha a Čecha byl v českém království.” Na druhé pak straně viděti jest jelena a lesní roh a kolem nápis: „Fortant užívá za znamení jelení rohy a trubku”. — Oplatky ty peče a prodává pekař, aniž by věděl, co to za řeč na formě se nalézá. Dle jeho výpovědi koupil formu tu od jednoho tamějšího kováře, který, koupiv prý jí ve dražbě, měl povalovati jí ve starém železe. A tak jedí Němci v Lipsku oplatky s českým nápisem a chutnají jim dobře.
Plzeňské listy, 18.10.1884

### Karlovarské oplatky
První písemná zmínka k výrobě oplatek v Karlových Varech pochází z roku 1788, kdy město ve spolupráci s knihkupectvím Schönfeld vydalo pro lázeňské hosty německého průvodce s názvem «Karlsbad: Beschrieben zur Bequemlichkeit der hohen Gäste», který uváděl, že výrobě oplatek se věnují některé měšťanky (Bürgerweiber), které si je nechávají roznášet nebo tak činí samy. Průvodce byl k dostání v knihkupectví Schönfeld a ve všech známých knihkupectvích v Německu.
V roce 1807 otevřel Josef von Bolza, syn bankéře z Drážďan, se svou druhou manželkou Annou Grasmuck v Karlových Varech hotel U Zlatého štítu (Hotel zum goldenen Schild). Anna nechala v hotelové kuchyni v roce 1810 zavést výrobu oplatek. V roce 1847 započala v Karlových Varech s výrobou karlovarských koláčů a oplatek Johanna Gebhard, majitelka pekárny U divokého holuba (zur „wilden Taube" in der Sprudelgasse).
O karlovarských oplatkách, jako lehkém dezertu při zdravotních kúrách, se zmiňoval též lázeňský průvodce z roku 1850 pod názvem „Der Führer in Karlsbad und der Umgegend”. Průvodce z roku 1891 uváděl, že hostinští si oplatky nechávají roznášet úhledně zabalené do bílého plátna mladými dívkami (Oblatenmädchen), které je nabízely hlavně na místech s vyšším počtem lázeňských hostů, například při koncertech v kavárnách (Kaffeekonzerten). Oplatky prodávaly po 8 krejcarech a z každého prodeje odváděly 1 krejcar majiteli výrobny (hostinskému). Často se z nich později stávaly servírky.
Pekařský a cukrářský průmysl v Karlových Varech byl na přelomu století již světoznámý (houstičky ve tvaru rohlíčku, kulaté či hvězdicovité, máslové trubičky, preclíky a tyčinky, karlovarské suchary a Grahamův chléb, obzvláště pak jemné pečivo), takto vyhlášenou byla třeba pekárna radního Rudolfa Mannla (syna baneologa Dr. Rudolfa Mannla). Karlovarské oplatky vyrábělo na 16 pekařů (vedle toho řada rodinných domácích výrobců) a větší pekárna jich ve vrcholící letní sezoně vyrobila na 2 000 kusů denně. Ročně se jich v Karlových Varech prodalo na 4 000 000 kusů po 16 haléřích, což odpovídalo hrubému výnosu 650 000 korun. Lázeňští hosté si mohli koupit i pohlednice ve tvaru oplatnic (oplatkové formy).

### Živnost oplatkářská
Od vydání císařského patentu Františkem Josefem I. č. 227/1859 říšského zákoníku ze dne 20. prosince 1859, který uvedl do života pro celou habsburskou monarchii živnostenský řád, platilo domácí či malovýrobní pečení cukrových oplatek za živnost svobodnou (pokud dotyčný neprovozoval pečení oplatek již pod jinou řemeslnou živností; cukrářskou, pekařskou, čokoládnickou nebo voskařskou). Vedle toho se vyráběly oplatky pečetní, kostelní a lékárenské.
Vzhledem k tomu, že živnostenské úřady přijímaly v 90. letech 19. století stále více ohlášek na svobodnou živnostenskou výrobu oplatek, rozhodlo se c. k. ministerstvo vnitra za souhlasu c. k. ministerstva obchodu v roce 1891, že živnostenská výroba cukrových tzv. karlovarských oplatek patří výhradně do živnosti cukrářské a že k nastoupení této řemeslné živnosti je nevyhnutelně zapotřebí průkazu způsobilosti o tom, že se žadatel učil nejméně po dva roky cukrářské živnosti a při této živnosti působil minimálně po dva roky jako pomocník. Živnostenské komory měly při vydávání živnostenského osvědčení přihlédnout k místním podmínkám.
V roce 1906 Živnostenská komora v Chebu rozhodla, že hostinští nejsou oprávněni provozovat výrobu karlovarských oplatek ve velkém měřítku za účelem prodeje i osobám, které již nelze považovat za hotelové hosty. Dále pak, že výrobu oplatek považuje nadále za živnost svobodnou a natolik odlišnou od živnosti cukrářské, takže k jejímu provozování není zapotřebí cukrářské osvědčení, přičemž ale cukráři jsou oprávněni pod svou živností oplatky vyrábět.

### Výrobci karlovarských oplatek
V roce 1840 začala na opavské promenádě péci karlovarské oplatky Amalie Fiedor, která pravděpodobně pokračovala v již zavedeném podnikání některého z příbuzných. Oplatkářství se věnoval také syn Kašpar Baltasar a dcera Marie. Syn Theodor Fiedor zavedl tovární výrobu oplatek. Další opavskou oplatkářkou byla paní Rymorz, která v roce 1862 inzerovala „Karlsbader Zucker-Oblaten” s cukrem, vanilkou (či skořicí) a mandlemi. V roce 1891 nabízel karlovarské oplatky v Opavě také obchodník Wilibald A. Müller, pro kterého je vyráběla Nina Runk. Od roku 1921 firma „H. Piesch, Nachf.”, továrna na oplatky a vafle, ve 30. letech opavská firma Oblaten-, Bisquit-, Kakes- und Schokoladen-Fabrik RAIMUND KAUER, a továrna na oplatky, vafle, biskvity a čokoládové výrobky H. Melzel (značka Melo).
Ve Vídni začaly karlovarské oplatky vyrábět v roce 1864 cukrářka Antonia Zahn na ulici Salzgries 23
 a Marie Kral. Pravé „Karlovarské cukrové oplatky” s vanilkou nabízela taktéž firma A. Keller. V roce 1864 zahájila výrobu továrna na suchary a vaflové pečivo „Charles Cabos, Zwiebackfabrik und Waffelbäckerei”, která vyráběla karlovarské cukrové oplatky (Carlsbader Zucker-Oblaten), čajové vafle (Thee-Waffeln), suchary (Nähr-Zwieback), vanilkové oplatkové řezy ze Štýrského Hradce (Grazer Vanilleschnitten), mandlové řezy z Prešpurku (Pressburger Mandelschnitten), ječné suchary (Gersten- Zwieback), vanilkové pišingry (Vanille-Patience), vanilkové makronky (Vanille-Makronen). V roce 1885 převzal firmu adoptivní syn Charles Mörzinger-Cabos, který v roce 1903 zahájil provoz v nové továrně pod názvem „Erste Wiener Cakes- und Biscuits-Fabrik Charles Cabos” (První vídeňská továrna na sušenky a biskvity Charles Cabos). Mezi další továrny s výrobou karlovarských oplatek patřily firmy Oskar Pischinger a Victor Schmidt & Söhne.
V Praze začala v roce 1884 s výrobou „karlovarských oplatek” Anna Štěpánková na Vaječném trhu a po ní inzerovala r. 1892 denně čerstvé karlovarské oplatky, slípánky (pišingr) nebo skládanky (waffle) a olipy (oplatky stočené do trubičky) pražské oplatkářka Marie Suchardová na Rybné ulici. Dalším výrobcem Vydrových karlovarských oplatek byla později Vydrova továrna poživatin se skladem na Jungmannově náměstí.
A. Štěpánek, první výroba karlovarských oplatek na Král. Vinohradech, Korunní třída, 31, ve vlastním domě (založ. r 1884), nabízí pp. obchodníkům, cukrářům, kavárníkům, hoteliérům atd. své osvědčené výrobky nejjemnější jakosti za tovární ceny. Žádejte o cenník. Kupujte přímo od výrobce.
Národní listy, 14.6.1902
První výroba olip, karlovarských oplatek všeho druhu, jakož i slípánek rozličné chuti nabízí za ceny nejlevnější a jakosti nejlepší. Též i máslové a medové zboží, jako jsou: pravé karlovarské oplatky a trubičky, které docházejí veliké obliby a jedině v mé výrobně se vyrábějí. - Marie Suchardová v Praze, Rybná ulice, čís. 14.
Národní listy, 10.4.1892
V Brně vyrábělo karlovarské oplatky pekařství „Franz Holanetz” (1886), později firma „František Novotný” (1896). Ve Znojmě na Vídeňské ulici prodávala karlovarské oplatky vlastní výroby Fanny Foglar, velkou za 2 krejcary, malou za 1 krejcar. V Králově Hradci se zabývala výrobou zdravotního pečiva Hygienická laboratoř MuDr. Stanislava Rejtárka. Ta nabízela vedle karlovarských oplatek i oplatky poděbradské, luhačovické dezertky «Melon» dle vzoru Ostende, plněné skládanky (vafle) dle vzoru Nizza, ovocné oplatkové řízky, čajové suchary.

#### Františkovy Lázně
Ve Františkových Lázních nabízely v roce 1887 oplatky lázeňské domy: U zlatého anděla (zum goldenen Engel), U tří lilií (zu den drei Lilien), U města Magdeburku (zur Stadt Magdeburg) na Císařské ulici (Kaiserstraße); U města Paříže (zur Stadt Paris), U zlatého jelena (zum goldenen Hirsch) a Goethův dům na Kostelní ulici (Kirchengasse); „Kamenný dům (Steinhaus) na Kulmerově ulici (Kulmerstraße); U bílého lva (zum weißen Löwen) na Ferrdinandově ulici (Ferdinandsstraße) a Café Fahrner v Lázeňském parku (Curpark).

#### Mariánské Lázně
Za zakladatele výroby oplatek v Mariánských Lázních lze od roku 1859 považovat perníkáře (Lebzelter či Lebkuchenbäcker) Adolfa Reitenbergera, který zaměstnával u výroby oplatek Ludmilu Fidlak, později provdanou za cukráře Franze Schaffera. V roce 1861 ohlásil perníkářskou živnost též Johann Utschig. Ještě v roce 1863 cukrářskou živnost provozovali jen 3 cukráři (Adolf Reitenberger, Johann Utschig a Alexander Müssner). Oblíbeným mariánskolázeňským cukrářkým artiklem byla nejprve jen lehká medová nekořeněná buchta tzv. Brunnenkuchen (Honigkuchen). Vlastně takový pro lázeňské kúry odlehčený perník. Kavárna U tří bažantů (zu den drei Fasanen, později Buen Retiro) cukráře Johanna Utschiga patřila v roce 1877, co se oplatek a Brunnenkuchen  týče, k těm vyhlášeným.
V každém případě teprve až v roce 1904 inzerovali celoroční výrobu vyloženě mariánskolázeňských oplatek (Marienbader Oblaten) majitelé cukrárny a kavárny Franz Ruppert (dům Sanssouci) a Johann Wilfert (dům Heilbronn). Oba disponovali i zásilkovou službou. Dalším předválečným výrobcem byl dvorní cukrář Franz Winterling (Hof-Bäckermeister). Od roku 1924 vyráběl a prodával mariánskolázeňské oplatky v domě Borussia též cukrář František Wittmayer. Ve 30. letech si otevřel ve ville Schaffer cukrárnu a kavárnu Josef Turba, který prodával oplatky též ve filiálce na kolonádě, cukrář a kavárník Franz Gerstner (Conditorel - Café, Marienbad Hauptstrasse, Erzeugung und Export bester Marienbader Mandel-Oblaten), cukrář Hans Fischer (Conditorei, Erzeugung und Export von Marienbader Mandel-Oblaten), Norbert Habl (Café-Conditorei, Erzeugung und Export von Marienbader Oblaten) a firma Winterling & Co (Marienbader Oblaten erzeugt u. exportiert).

#### Karlovy Vary
V Karlových Varech se mohla dlouholetou tradicí pečení karlovarských oplatek pochlubit v roce 1823 zavedená Švýcarská pekárna C. J. PITTROFF na Staré louce. V roce 1877 nabízel karlovarské oplatky cukrář a perníkář Franz Eckel a zrovna tak Stadlerova cukrárna U prusského krále (König v. Pruessen). V roce 1880 založil lázeňskou pekárnu Karl Schönecker (Kurbäckerei Karl Schönecker). V obchodě na Pražské ulici (Pragerstraße) nabízel Grahamův chleba, vřídelní karlovarské suchary a oplatky a též výživné dětské suchary. Od roku 1896 působila ve městě lázeňská pekárna Ferdinanda Sandnera s hlavním obchodem na Kantově ulici (Kantstraße) v domě „Donar” a filiálkami ve Weilsově domě (Weils Haus) na Hlavní ulici (Hauptstraße), v Angerově domě (Haus Anger) na Zámeckém náměstí (Schloßplatz) a v domě U německého jezdce (Deutscher Reiter) na Vřídelní, proslulá výrobou Grahamova chleba, karlovarských vřídelních sucharů a oplatek.
Cukrárna a lázeňská pekárna Paul Steuer nabízela oplatky v domě „Hermes” na rohu Střelecké a Hlavní třídy a v prodejnách na Staré louce a v domě „Fischerhof” na Chebské třídě. Cukrárna Antona Jandy na Kostelním náměstí (Kirchenplatz) v domě U bílé růže (Weiße Rose) vedle rozmanitého cukrářského sortimentu zavedla jako první pečení oplatek v elektrických kleštích a vyráběla oplatky s mandlovou příchutí (Karlsbader Mandel-Oblaten).
Na Hlavní třídě nabízela pravé karlovarské oplatky Schmelzova cukrárna a kavárna (Schmelzer Konditorei und Café), mandlové karlovarské oplatky a oplatkové dorty vyráběla cukrárna a pekárna oplatek Hans Deutzer. Hlavní závod se nacházel v domě U lesního pramene (Haus Waldquelle), další oplatkárny v domě Abbazia na Vřídelní a v domě U pruské koruny (Haus Preußische Krone) na Chebské. Alois Häuser, majitel exportní pekárny na Karlovarské suchary a oplatky (Karlsbader Zwieback- und Oblaten-Export-Bäckerei in Karlsbad-Bahnhof), obdržel v roce 1933 od italské Národní rady Pekařské federace diplom za zásluhy při výstavbě a organizaci mezinárodní výstavy, která se konala v Římě ve dnech od 19. do 30. června 1932.
Velkovýrobou pečiva, karlovarských sucharů a oplatek byla známá pekařská továrna (Bäckerei-Zwiebackfabrik) firmy Uhl-Breunig (Josef M. Breunig a Roman Uhl následník), která své suchary nabízela pod značkou „Sprudel-Gold” a karlovarské oplatky značky „Uhlob”. Ta měla svou pobočku též ve Vídni. Karlovarské prodejny se nacházely na Pražské ulici (Prager Gasse) v domě Uhl-Breunig, na Staré louce (Alte Wiese) v domě Dr. Mannla, na Chebské (Egerstraße) v domě U města Plauen a na Parkovní (Parkstraße) v Lessingově domě. Oplatkárnu ve Švýcarském domě provozoval Kurt Ritschel (Karlsbad-Schweizerhof Oblatenbäckerei).

### Karlovarské Bayerovy oplatky
V roce 1827 přišla do Karlových Varů za prací mladá německá pomocnice Barbara Nasler, rodačka z Lubence na Podbořansku. Sloužila v pensionu Weiße Taube (Bílý Holub). V roce 1854 se provdala za Michaela Bayera, karlovarského policistu původem z Oplotce na Domažlicku. To už se Barbara delší dobu zabývala pokusy, jak lázeňské oplatky, které pro hosty pekla, vylepšit. Těsto se v oplatnicích peklo až dozlatova, cukrová náplň z oříšků, mandlí a vanilky musela být v oplatkách rovnoměrně rozložena.
V roce 1867 založila vlastní živnost, nechala si vyrobit oplatnice s nápisem Karlsbader Oblaten - Barbara Bayer (Karlovarské oplatky – Barbara Bayer) a ještě za svého života koupila dům „Novara“ na Wiesenbergu. Její karlovarské oplatky se brzy staly velmi oblíbené. V roce 1876 se v Karlových Varech léčil Josheph Schneider z Berlína, příslušník pruského dvora, který si domů odvezl jedno balení oplatek Barbary Bayer – a krátce na to přišla objednávka od kanceláře císaře Viléma I. na týdenní dodávky oplatek. Konzumovaly se na císařském dvoře a podle svědků je čas od času jedl i sám císař.
Po její smrti v říjnu 1887 převzal živnost nejstarší syn Karl a rozšířil výrobu na oplatky v různých velikostech. Zavedl také celoroční zasilatelskou službu a investoval do reklamy. Firma nesla název: Karl Bayer, dříve Barbara Bayer, král. pruská dvorní dodavatelka, Karlovy Vary (Carl Bayer, vormals Barbara Bayer, königl. preuss. Hof-Lieferantin, Carlsbad). Prodejny se nacházely v penzionu „Novara” nad kavárnou „Cafe Elefant” a v butiku na Mlýnské ulici čp. 12. Syn Karel nadále uchovával tajný recept na složení těsta a náplně oplatek. Průmyslová výroba se neustále zdokonalovala, byla zavedena i výstupní kontrola ve formě poklepání na oplatky, která měla prokázat, že oplatka je křehká a není vlhká. Jako další ochrana proti vlhkosti bylo v roce 1895 zavedeno balení oplatek do staniolu.
Karl Bayer se stal španělským, ruským, nizozemským, srbským, rumunským, bavorským a v roce 1899 také rakouským dvorním dodavatelem. Císařovna Alžběta navštívila jeho „prodejní salon“ a nechávala si zasílat oplatky do Miramare a na Korfu, na její přání s čokoládovou polevu „à la Pieschinger”. Oplatky získávaly mnoha ocenění na světových veletrzích. Rodina Bayerů si nechala patentovat řadu technických vynálezů, které sloužily k výrobě oplatek, především nová pekárenská zařízení. V roce 1899 se společnost přestěhovala do villy »Emilie« Na Vyhlídce (Panoramastraße) a v roce 1912 byla pro výrobu postavena samostatná budova ve Fabian-Summer-Straße.
První velká krize přišla po vypuknutí první světové války, kdy bylo s okamžitou platností zakázáno užívání pšeničné mouky, másla a cukru na průmyslovou výrobu sladkostí, od roku 1916 potom vešel v platnost všeobecný zákaz průmyslové výroby oplatek. Slavné jméno karlovarských lázeňských oplatek oživil syn Karla Bayera Karl mladší, který v lednu roku 1932 spáchal sebevraždu. Po jeho smrti se továrny ujal bratr Herbert Bayer. V letech druhé světové války musel Herbert Bayer narukovat do wehrmachtu a 19. dubna 1945 utrpěla pekárna škody při náletu na Karlovy Vary. Rodina byla v roce 1946 z Karlových Varů vysídlena a nové útočiště našla v táboře pro vysídlené obyvatelstvo, zřízeném z bývalé továrny na dynamit a výbušniny (DSC-Werk Geretsried).
Po měnové reformě v červnu 1948 se manželé Herbert a Wilma Bayer rozhodli zřídit v táboře v bývalém bunkru oplatkárnu, o čemž proběhla zpráva v místním listě „Münchner Merkur” 10. prosince 1948. V přilehlých dřevěných barácích si zřídili obytné prostory a obchod. V roce 1948 manželé Bayerovi zaměstnávali 75 osob, většinou žen z táborového areálu a okolních vesnic. Dne 1. června 1949 založili firmu H. Karl BAYER G.m.b.H. Prodejní pobočky se nacházely v okolních obcích Wolfratshausen, Untermarkt, Icking a Königsdorf. Nakonec se pekl i chleba, housky a dorty. Ze zdravotních důvodů Herberta Bayera byla pekárenská výroba v 50. letech ukončována a v roce 1963 se rodina přestěhovala do Donaueschingenu. Karlovarské oplatky se pekly už jen pro přátele a známé nebo na objednávku. Původní tajný recept opatrují potomci Bayerů, žijící v Bavorsku, dodnes.
Karlsbader Waffeln versendet: Georg Bayer, 8907 Ziemetshausen ab DM 30,— Porto und Zustellgebühr frei im Inland! Inhalt des Paketes für DM 30,—:

1 Waffel-Torte (8 Ecken mit Nougat creme),
4 Zucker-Butter-Vanille-Nuß-Oblaten,
6 Bayer-Obl.-Dessertcreme,
6 Bayer-Obl.-Dessertfüllung,
5 Karlsb.- Törtchen,
2 Delicat u. 2 Chokocreme- Waffeln,
4 Nougat- u. 2 Cafecreme- Waffeln,
3 Nußcreme-Ecken u.
2 Napolitaner-Waffeln.
Brünner Heimatbote, 12.1982, č. 33-34, s. 229 
Dne 5. ledna 2011 byla firma Herbert Karl Bayer, Geretsried vymazána z obchodního rejstříku. V roce 1971 odkoupil Rudolf Rehmann pozemek s bývalými dřevěnými tzv. Bayerovými baráky (sogenannte Bayer-Baracke) od firmy Schöttl a v roce 2009 je nabídl jako dar tamnímu Sdružení přátel muzea (Museums-Förderverein). Rozebrané baráky se nachází uložené na půdě muzea a v roce 2019 se začalo o stálé expozici znovu uvažovat. Finanční podporu přislíbilo i vedení města, které hodlalo celý projekt uvést do života v roce 2020 k 70. výročí vzniku obce Geretsried.

### Wetzel - Karlsbader Oblaten

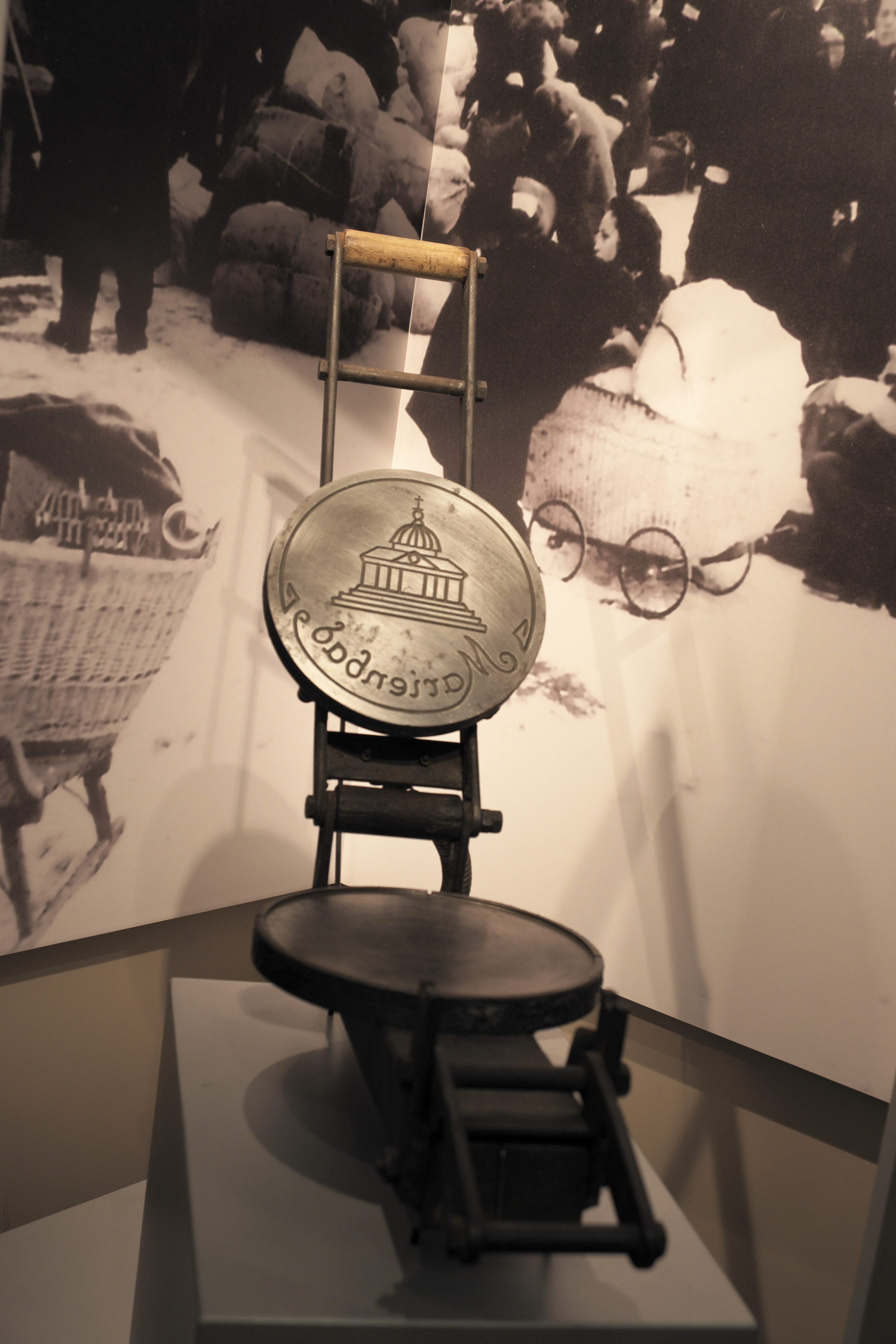
Forma pro Mariánskolázeňské oplatky Marlene Wetzel Hackspacher (Oblateneisen für Marienbader Oblaten), Stadt- und Hochstiftmuseum ve městě Dillingen an der Donau

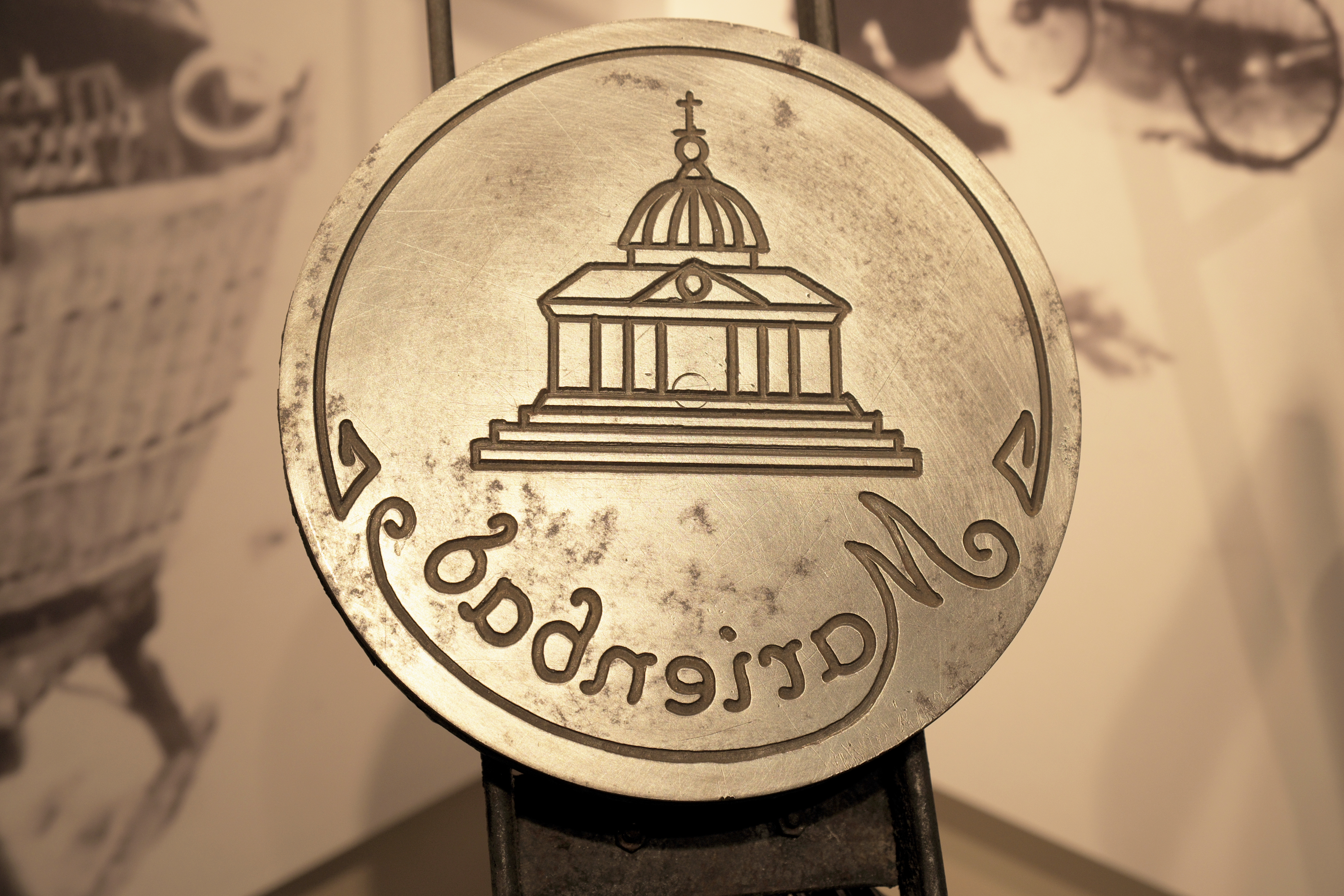
Detailní záběr na železnou formu (kleště)

Marlene Wetzel Hackspacher se narodila 11. června 1922 jako Marlene Jackwerth v Dolních Studénkách (Schönbrunn) u Šumperka, kde vyrůstala v domě se svou babičkou, rodiči, o 17 let starší sestrou a 2 bratry. Starší sestra se ve Vídni vyučila cukrářkou a kuchařkou. V Mariánských Lázních se přivdala do proslulé cukrářské rodiny Winterlingových a s pomocí rodičů si vybudovala vlastní cukrárnu. V roce 1937 Marlene Jackwerth nastoupila do učení ke své sestře do cukrárny v Mariánských Lázních a v roce 1940 obdržela výuční list, složila tovaryšskou zkoušku a následně u ní vykonávala tovaryšskou praxi.
Za 2. světové války se seznámila se svým manželem bojovým pilotem Rudolfem Wetzlem, za kterého se na jaře 1944 v Šumperku provdala. Svatby se účastnili i jeho rodiče ze švábského Zöschingenu. Rudolf Wetzel byl 25. dubna 1944 zastřelen partyzány v Miláně a 29. prosince 1944 se rodičům narodila dcera Marlies. Přestože bylo zakázáno přepravovat při odsunu pracovní nástroje, měla Marlen Wetzel už po několik týdnů v kočárku své dcery uschované oplatečnice z mariánskolázeňské cukrárny své sestry, které jí vedle jejího cukrářského know-how ulehčily podnikatelský začátek v bavorském Švábsku.
Dne 30. ledna 1946 dorazili Marlene se svou dcerou v kočárku, její sestra se čtyřmi dětmi a rodiče obou sester (babička během transportu zemřela) do Zöschingenu na statek manželových rodičů, kde se poprvé dozvěděla, že její manžel Rudolf už nežije. S výrobou oplatek započala nejprve na statku ve spíži vedle kuchyně, v roce 1947 složila teoretickou mistrovskou zkoušku a nakonec v roce 1948 i zkoušku praktickou a založila v Dillingenu an der Donau vlastní oplatkárnu „Wetzel - Karlsbader Oblaten”.
Na podzim roku 1948 se seznámila s Hansem Hackspacherem, za kterého se provdala. Marlenina sestra si otevřela cukrárnu, kavárnu a pekárnu v Bad Homburgu a její bratr oplatkárnu ve Frankfurtu. Nakonec ale odebírali karlovarské oplatky od firmy své sestry, která mezitím zavedla i zásilkovou službu a nechala vyrobit několik kopií oplatečnice, kterou se jí podařilo zdárně propašovat. Z drobné živnostenské oplatkárny vybudovala Marlene Wetzel Hackspacher se svým mužem prosperující továrnu pod firemním názvem „Wetzel – Karlsbader Oblaten- und Waffelfabrik GmbH”. Marlene Hackspacher je majitelkou firmy Oskar Pischinger v Bobingenu (Augsburg) a Dillingenu (Saarbrücken).

## Karlovarské oplatky po roce 1945

### Karlovy Vary, Mariánské Lázně a Františkovy Lázně
Karlovarské oplatky už se zase pekou. Karlovy Vary se budou moci již co nejdříve pochlubiti u nás i v cizině světoznámými výrobky firmy Karel Bayer, karlovarskými oplatkami. Zásluhu o to má národní správce Karel Novák, který se svými spolupracovníky téměř zcela zničenou továrnu znovuzřídil v prvotřídní podnik a uvedl do provozu. Karlovarské oplatky budou zase vítanou pochoutkou a našim lázním dobrou reklamou.
Svobodné slovo, 06.12.1945 
Od léta 1945 probíhaly odsuny německého obyvatelstva a tak i většina pekařů z Karlových Varů a Mariánských Lázní skončila v transportech do Německa. Pod národní správou se nacházely továrny na oplatky a suchary, cukrárny i pekárny, jen v katastru města Karlovy Vary se jednalo o 86 závodů, z těch největších oplatkářských to byly:
1. Barnáš Václav, národní správa fy Kunz synové, výroba oplatek a sucharů, pekařství a cukrářství, Karlovy Vary, Habrmannova 13, filiálka: Stalinova třída
2. Blažek Oldřich, nár. spr. fy Raimund Schiller, továrna na oplatky a trvanlivé pečivo, Karlovy Vary, Habrmannova 19
3. Dostál J., nár. spr. R. Funk, výroba oplatek, Karlovy Vary, Pražská ul. 11
4. Hlavačka František, nár. spr. fy Peter Martin, karlovarské oplatky, Karlovy Vary-Kolová (Kohlau) 132
5. Janda Miroslav, nár. spr. fy Kotil, parní pekárny, výroba oplatek a sucharů, Karlovy Vary-Rybáře, Masarykova 115
6. Kadeřávek Ladislav, nár. spr. fy E. Hans Deutzer, cukrářství a výroba oplatek, Karlovy Vary, Stará Louka č. 52
7. Karas Jan, nár. spr. fy Lohwasser, pekařství a cukrářství, výroba oplatek a sucharů, Karlovy Vary, Pražská 44, filiálka: Kostelní 4
8. Mára Josef, nár. spr. fy Wittmann, cukrářství a výroba oplatek, Karlovy Vary, Libušina ul. 36, dům Zentnerův dvůr, filiálka: Eisenhowerova 1
9. Neusser Antonín, nár. spr. fy Jan Hippmann, pekařství, suchary a oplatky, Karlovy Vary, Raisova ul. 7, filiálka: Školní 3
10. Novák Karel, nár. spr. fy Karel Bayer, továrna na oplatky a suchary, Karlovy Vary, Habrmannova 17, filiálka: Vřídelní 3, též nár. spr. fy Uhl-Breuning, továrna na suchary, Karlovy Vary, Pražská 18
11. Otto, nár. spr., spec. výroba karlovarských oplatek, Karlovy Vary-Drahovice, Stalinovo náměstí č. 2
12. Řezáč Otto, nár. spr. fy E. Hans Deutzer, prvotřídní cukrářství a výroba oplatek, Karlovy Vary, Stará Louka 52
13. Stanka Ota, nár. spr., cukrářství a oplatkářství, Karlovy Vary, Bělehradská 1
14. Svach Čestmír, nár. spr. fy Alois Häuser a syn, velkovýroba sucharů a oplatek, Karlovy Vary-Rybáře, Masarykova 99
15. Škrobánek Vlad., nár. spr. fy Pitroff, pekařství a export sucharů, Karlovy Vary, Stará Louka 32, dům »Dobrý pastýř«
16. Šťásek Karel, nár. spr. fy Lohwasser, cukrářství a vlastní výroba karlovarských oplatek, desertů, jemného a čajového pečiva, dortů, Karlovy Vary, Vřídelní 25, filiálka: Moskevská 36
17. Tichý František, nár. spr. fy Netsch, cukrářství a výroba karlovarských oplatek, Karlovy Vary, Churchillova 2
18. Uher F., nár. spr. fy B. Kempf, výroba jemných oplatek, Karlovy Vary, Náměstí maršála Koněva 5[115][116][117]

Hlavní výroba karlovarských oplatek přešla v roce 1949 do Mariánských Lázní, kde byl založen národní podnik Karlovarské oplatkárny s provozy v Mariánských Lázních, Františkových Lázních a Karlových Varech. Vyráběly se Karlovarské dortové oplatky (slazené, mléčné, spékané) a Karlovarské lázeňské oplatky. Později byl k tomuto závodu přičleněn také podnik Josefa Homolky, který ještě chvíli působil samostatně.
V roce 1950 byl v Mariánských Lázních zřízen závod Kolonáda, který spadal pod Pražské pečivárny. Součástí závodu byl také obchod Potraviny, kde se prodávaly ještě přímo teplé čokoládové nebo lísko-oříškové oplatky. V důsledku organizačních změn zřídilo Ministerstvo potravinářského průmyslu k 1. lednu 1958 nový oborový podnik Průmysl trvanlivého pečiva Praha (PTP), který mu byl přímo podřízen. PTP převzal v lázeňské oblasti západních Čech také závod v Mariánských Lázních specializovaný na výrobu tradičních lázeňských oplatek. Od roku 1974 spadala výroba závodu Kolonáda pod národní podnik Čokoládovny s podnikovým ředitelstvím v Praze.
„V sezóně nám denně na národní výbor přicházejí doslova zástupy lidí a viní nás z toho, že nejsou oplatky. Marně jim vysvětlujeme, že my, pracovníci městského národního výboru, můžeme ovlivnit maximálně prodejní dobu prodejen s lázeňskými oplatkami tak, aby vyhovovala potřebám turistického ruchu. Množství oplatek, jejich výrobu a jejich rozdělování už neovlivníme...Výrobce, oborový podnik Čokoládovny, závod Mariánské Lázně není schopen pokrýt poptávku. Situaci nevyřešilo ani přidělení nových prostor výrobci oplatek v našem městě.” - Městský národní výbor Karlovy Vary, vedoucí odboru obchodu soudruh Karel Gutwirt.
Dikobraz 1987
„Lázeňské oplatky jsou typickým výrobkem západočeských lázeňských měst. Proto se přikláníme k zásadě, kterou přijal ministr zemědělství a výživy, ministr obchodu a ministr předseda výboru lidové kontroly, že lázeňské oplatky budou v prodeji pouze v lázních Západočeského kraje. Náš oborový podnik má v Mariánských Lázních, Františkových Lázních i Karlových Varech síť specializovaných prodejen. Zde je poptávka po tomto zboží soustředěna a je největší. Považujeme proto za chybu, že KNV Západočeského kraje v Plzni, odbor obchodu a cestovního ruchu, největší část výroby oplatků přiděluje na prodejny obchodu.” - Oborový podnik Čokoládovny, generální ředitelství Praha, vedoucí odboru tuzemského odbytu soudruh Josef Šorejs 
Dikobraz 1987
Odštěpný závod Kolonáda národního podniku Čokoládovny Praha disponoval v 80. letech sítí specializovaných prodejen lázeňských oplatek v Mariánských Lázních, Františkových Lázních i Karlových Varech.
V rámci privatizace vznikl státní podnik akciová společnost Čokoládovny Praha-Modřany, která byla bez likvidace v roce 1999 rozdělena mezi Danone Čokoládovny, a.s. a Nestlé Čokoládovny, a.s. Nestlé Food s.r.o. (Nestlé Česko s.r.o.) získalo šest závodů na výrobu cukrovinek - odštěpné závody Orion v Praze, Lipo v Liberci, Zora v Olomouci, Sfinx v Holešově, Maryša v Rohatci a provoz na instantní polévky v Prievidzi. Danone převzalo čtyři závody na výrobu pečiva - odštěpné závody Kolonáda v Mariánských Lázních, Deli v Lovosicích, LS v Lomnici nad Popelkou a Opavia v Opavě.
Vlastníkem jejího bývalého odštěpného podniku Kolonáda stala společnost Opavia pod skupinou Danone, od roku 2007 pod skupinou Kraft Foods a od roku 2012 je jejím vlastníkem Mondelēz International.

### Praha
V Praze vyráběl karlovarské oplatky „Václav Kratochvíl továrna na karlovarské oplatky a trvanlivé pečivo” na Slezské ulici čp. 44-46, který po únoru 1948 v inzerci k oplatkám uváděl: „1898-1948 - 50 let poctivé práce Karlovy Vary”. Oplatky nesly ochrannou značku «KOM». Od roku 1949 byl Václav Kratochvíl na firemním logu uvádě jako veřejný společník.

### Brno
V Brně na Bratislavské ulici začal národní správce prodávat „Richtrovy karlovarské oplatky”, dezerty a zákusky.

### Olomouc
V Olomouci vyráběl po druhé světové válce karlovarské oplatky i nadále podnik „TOKO, spol. s.r.o., první moravská továrna na karlovarské oplatky, piškoty, suchary, čajové i zákuskové pečivo a cukrovinky v Olomouci- Pavlovičkách” (Továrna Olomouc Karlovarské oplatky), který se nacházel pod národní správou Československých čokoládoven, n.p. V roce 1950 přešly veškeré tovární budovy a stroje do majetku družstevního podniku «Budoucnost», přičemž TOKO nyní figurovalo jako Budoucnost, cukrárna - závod Toko. Okolnosti tohoto přechodu jsou však zastřeny řadou nejasností. V roce 1951 byla kapacita provozovny využívána na pouhých 35-40 procent a vlastní firma TOKO majetkově zlikvidována. Raimund Pícha se během likvidace stal zaměstnancem Budoucnosti a jeho úkolem bylo svůj původní podnik zlikvidovat také po stránce právní. Během roku 1951 docházelo k dalším organizačním změnám a v celé věci se začal angažovat národní podnik „Zora”, jemuž se zamlouvala nejen velká výrobní kapacita podniku a typ sortimentu, ale i jeho blízkost. V roce 1952 přešlo TOKO pod Severomoravské mlýny v Olomouci a v roce 1957 byl proveden definitivní výmaz firmy z obchodního rejstříku. Tovární budovy získal v restitučním řízení na počátku 90. let ing. Viktor Matula - vnuk Raimunda Píchy.

## Ochrana názvu „Karlovarské oplatky” – chráněné zeměpisné označení

### Československá republika
Československý zákon o označování původu zboží z 20. prosince 1923 vstoupil v platnost dnem 8. července 1924. Na základě tohoto zákona (§ 3 o vedení zvláštních rejstříků) začalo Mininisterstvo obchodu zpracovávat rejstřík, do kterého mělo zapisovat rozsudky nejvyššího soudu a posudky znalců o tom, zda označení zboží (karlovarské oplatky, znojemské okurky, všetatská sůl, solingenská ocel, uherský salám, pražská šunka, malínský křen apod.) je označením původu nebo jakosti zboží. V prvém případě mohly označení původu užívat jen výrobky, skutečně vyrobené v řečeném místě, označení jakostní naopak všichni ti, kteří vyráběli zboží stejné jakosti.
V roce 1928 se v Karlových Varech konala porada o vyřešení některých sporných otázek nekalé soutěže, dotýkajících se hospodářských zájmů Karlovarského kraje. Poradní schůze se účastnil i zástupce ministerstva obchodu. Jednalo se zejména o ochraně názvů karlovarských výrobků (karlovarské oplatky, karlovarské suchary, mariánské oplatky a suchary, lomnický perník, umělé karlovarské vody a soli, karlovarský porcelán, sedlecký kaolin) podle ustanovení zákona o nekalé soutěži. Výrobci požadovali, aby uvedeným názvům byl přiřknut charakter označování původu, což by znamenalo, že těchto názvů mohli by používat pouze výrobci z kraje karlovarského. Rozhodnout mělo ministerstvo obchodu.
Do jaké míry si své karlovarské oplatky výrobci chránili svědčí i soudní žaloba Karla Bayera. Na jaře roku 1930 byla v Bohatících u Karlových Varů otevřena pekárna oplatek pod firmou „Závody Orlow”, která označovala své výrobky jako „původní karlovarské mistrovské jemné oplatky, vrchol stoleté zkušenosti”. Firma Karel Bayer, továrna karlovarských oplatek v Karlových Varech se tímto označením cítila poškozena a podala na onen závod žalobu. Na základě soudního rozhodnutí se žalovaná firma musela zavázat, že na krabicích svých výrobků vypustí označení „původní karlovarské mistrovské jemné oplatky” a „vrchol stoleté zkušenosti”, že na svých oplatkách a tiskopisech a v obchodním styku nebude používat označení „závody-works-Werke”, že dosavadní stav odstraní nejpozději do 15. května 1931 a že žalující straně do 14 dnů uhradí soudem určené útraty.
Ochrana názvu „Karlovarské oplatky“ ale nebyla vyřešena ještě v roce 1934 a spor o ochranu tohoto názvu přetrvával a rozrůstal se. Výrobci z Karlových Varů žádali, aby název Karlovarské oplatky byl vyhrazen pouze jim a ostatním výrobcům byl zakázán, zejména poukazovali na tehdy už 70letou tradici a používání karlovarské vřídelní vody ke zvlhčování oplatek. Při soudním řízení v Chebu měla Obchodní a živnostenská banka z Chebu podat jasné stanovisko, ta ale celou záležitost opatrnicky předala Ministerstvu obchodu ČSR, které se snažilo celou záležitost vyřešit dohodou mezi dosavadními výrobci a obchodníky.
Na začátku roku 1935 nevyřešený spor opět ožil, když pražská Obchodní a živnostenská komora svolala na 4. ledna 1935 poradu, na jejímž programu stálo opět rozhodnutí o ochraně názvu Karlovarských oplatek a Karlovarských sucharů. Celý spor se totiž stal pro Prahu aktuální zejména proto, že mnoho pražských firem spustilo výrobu karlovarských oplatek. K jednání byl přizván také Karlovarský lékařský spolek (Karlsbader Ärzteverein).
Spor o ochranu názvu „Karlovarských oplatek” nebyl vyřešen ani v roce 1938 a brzy jej upozadily zcela jiné události - česko-německo národnostní spory, Mnichovská dohoda a odstoupení pohraničí, vyhlášení Protektorátu Čechy a Morava, druhá světová válka a odsuny německého obyvatelstva, osídlování pohraničí, konfiskace německého majetku, národní správy a v konečném důsledku únorové události v roce 1948, vláda Komunistické strany Československa s obehnáním západních hranic železnou oponou a období studené války.
Sociální podmínky vyhnaných německých žen, dětí a starců k začlenění do nové společnosti nebyly příznivé, zvláště proto, že si sebou v transportech s 30kilovým zavazadlem přinášeli jen myšlenkové bohatství. Jen málokterým se podařilo přes přísné zákazy a kontroly propašovat do nového začátku nějaký materiální základ (například zakázaný pracovní nástroj). Jedním z takových případů byla Marlene Wetzel Hackspacher (* 11. června 1922 v Dolních Studenkách/Schönbrunn) nebo manželé Herbert (1911-1980) a Wilma (1917-1996, rozené Weiskopf) Bayerovi. Obdobně započal s výrobou karlovarských oplatek Peter Martin v Eisenbachu, jehož firma byla v období NDR zestátněna (viz obrázky).

### Československá socialistická republika
Ke dni 1. dubna 1958 byl vytvořen nový oborový podnik Československý Průmysl trvanlivého pečiva, národní podnik Praha, jehož sídlem se staly budovy bývalé honárodního podniku Pražské pečivárny, pod které spadala výroba Karlovarských oplatek v Mariánských Lázních. Průmysl trvanlivého pečiva (PTP) si nechal u ÚPV ČSSR v roce 1966 ochránit název Karlovarský suchar (Karlsbader Zwieback, Calrlsbad Rusk a Biscotte de Carlsbad) a v roce 1967 ochránit názvy: Mariánsko-lázeňské oplatky (Marienbader Oblaten a Marienbad Wafers) a Karlovarské oplatky (Karlsbader Oblaten a Carlsbad Wafers) Dne 1. ledna 1974 byly do národního podniku Čokoládovny, oborový podnik Praha zařazeny další závody vyrábějící cukrovinky a trvanlivé pečivo na území ČSSR a to včetně závodů bývalého národního podniku Průmysl trvanlivého pečiva (PTP) a 15. dubna 1974 byly ochranné názvy zveřejněny ve Věstníku ÚPV 1974/04.
V roce 1976 podepsaly Československá socialistická republika a Švýcarsko smlouvu o ochraně údajů o původu, označení původu a jiných zeměpisných označení, ve které našly shodu u všech dosavadních názvů karlovarských oplatek (Františko-lázeňské oplatky, Karlovarské oplatky, Karlovarský suchar, Mariánsko-lázeňské oplatky). Odlišná situace nastala v roce 1981 u obdobné smlouvy s Rakouskem, kde smlouva uváděla vzájemnou ochranu pouze pro oplatky pod názvy Františko-lázeňské oplatky a Mariánsko-lázeňské oplatky. Na názvy Karlovarské oplatky a Karlovarský suchar se ochranna (smlouva) nevztahovala a s Německou spolkovou republikou obdobná smlouva vůbec uzavřena nebyla.

### Česká republika
V dubnu 2007 byla v úředním věstníku EU zveřejněna žádost Úřad průmyslového vlastnictví ČR a Sdružení výrobců Karlovarských oplatek z Karlových Varů o zapsání zeměpisného označení Karlovarské oplatky vyráběné v katastru lázeňského města Karlovy Vary do rejstříku chráněných OP/ZO EU. V únoru 2008 obdržel Úřad průmyslového vlastnictví ČR od Evropské komise o řízení o námitce k výše uvedené žádosti ze stran Rakouska a Německa. Na základě toho vyzvala Českou republiku, aby zahájila příslušná jednání s německými a rakouskými orgány a následně Komisi ovýsledku těchto jednání informovala (nejpozději do 1 měsíce po vypršení šestiměsíční lhůty, která začala běžet 28. ledna 2008).
Po dlouholetém sporu Evropská komise v roce 2011 rozhodla, že Karlovarské oplatky a trojhránky jsou tradičními výrobky spjatými výlučně s českým územím a že v souladu se 150 letou výrobní tradicí budou moci nést označení Karlovarské oplatky jen výrobky obsahující karlovarskou vřídelní vodu. Součástí přijatého řešení byla dohoda o pětiletém přechodném období pro používání názvu «Karlsbad Oblaten». Němečtí výrobci, kteří si nechali německý název «Karlsbader Oblaten» podle zákona o ochranných známkách ochránit, mohou v označování svého produktu pokračovat i po uplynutí přechodného období, což se týká německé firmy «Wetzel Oblaten- und Waffelfabrik» ve švábském městě Dillingen, takže firma může pokračovat v prodeji svých Karlovarských oplatek pod dosavadním označením.

## Výroba lázeňských oplatek
- Mondelēz International, odštěpný závod Česká republika, Mariánské Lázně se značkou Opavia: Tradiční lázeňské oplatky Kolonáda, Tradiční lázeňské trojhránky Kolonáda, Tradiční oplatky Kolonáda[147]
- Karlovarská pekárna s.r.o. Karlovy Vary, dříve r. 1991 PHOBOS spol. s r.o., r. 2009 Karlovarská pekárna TREND s.r.o.: vřídelní karlovarské oplatky[148][149][150]
- Karlovarské oplatky, s.r.o. Karlovy Vary, dříve r. 2000 KV-BODAM s.r.o.: Karlovarské oplatky, Karlsbader Oblaten, Lázeňské trojhránky[151][152]
- Penam (v holdingu Agrofert), dříve pekárny KLS KLIMENTOV s.r.o.: Lázeňské oplatky LUXUSNÍ[153][154][155]
- AYLA s.r.o. Cheb: Františkolázeňské oplatky Dr. Adler (Ochranná známka)[156][157]
- Petr Havránek, podnikové prodejny Královské oplatky: Královské lázeňské oplatky[158][159]
- JIPO-CZ s.r.o. Hodonín: Lázeňské oplatky a Lázeňské trojhránky Eurowafers[160]
- SELI s.r.o. Praha: Lázeňské oplatky a trojhránky Seli[161]
- Bohemia speciality s.r.o. Kolín: Lázeňské oplatky a trojhránky BOHEMIA,[162] Lázeňské oplatky a trojhránky pro Lázně Mšené od Bohemia,[163] Darkovské lázeňské oplatky a trohránky od Bohemia[164][165]
- CLIP Luhačovice: Lázeňské oplatky, trojhránky, minioplatky CLIP[166]
- Kare Luhačovice: Lázeňské oplatky a trojhránky KARE[167]
- Libverdky, s.r.o. Lázně Libverda: lázeňské oplatky a trojhránky LIBVERDKY[168]
- Oplatky MORAVIA Brno-Bystrc: lázeňské oplatky, trojhránky a trubičky[169]
- Wetzel Karlsbader Oblaten- und Waffelfabrik GmbH Německo-Dillingen an der Donau: WETZEL Karlsbader Oblaten, Original WETZEL Oblaten, WETZEL Oblaten Ecken[170]

### Obdobné oplatky v zahraničí
- Ischler Oblaten, Cafe Konditorei Zauner, Bad Ischl[171]
- Auer Carlsbader Waffelblätter, Auer-Blaschke GmbH & Co KG, Attnang-Puchheim[172]
- Pischinger, Knusper-Nuss-Oblaten, Walter Heindl Ges.m.b.H., Vídeň[173]
- Original Wiener Oblaten (dříve Original Karlsbader Oblaten), Vídeň-Rechte Wienzeile, Manufaktur beim Naschmarkt[174][175]
- Kissinger Oblaten, Bad Kissingen[176]
- Manner Carlsbader Oblaten, Josef Manner & Comp. AG, Vídeň, od r. 2019 doprodej, ukončení výroby[177][178]
- Dresdner Frauenkirchen Oblaten, Sächsische und Dresdner Back- und Süßwaren GmbH & Co. KG, Německo-Drážďany[179]
- Dr. Quendt GmbH & Co.KG, Německo-Drážďany[180]
- Andruty kaliskie, Polsko-Kališ[181]
- Visa Bell Śląskie oblaty, Polsko-Pszczyna[182]

S misionářskou a christianizační činností během kolonizace Jižní Ameriky se pečení sladkých oplatek rozšířilo i na tomto území. Kulaté slazené oplatky «Obleas», plněné sladkým karamelovým krémem z kondenzovaného mléka (arequipe) jsou v Kolumbii, Venezuele, Salvadoru, Chile, Kostarice a Mexiku tradičním a oblíbeným pečivem. První kolumbijská továrna na obleas měla být zřízena ve 40. letech 20. století ve Floridablance v Santanderu. Tradiční španělské oplatkové trubičky barquillos se během koloniálních časů rozšířily i v Latinské Americe a na Filipínách. Ve Španělsku a bývalých španělských koloniích jsou považovány za druh vánočního pečiva.

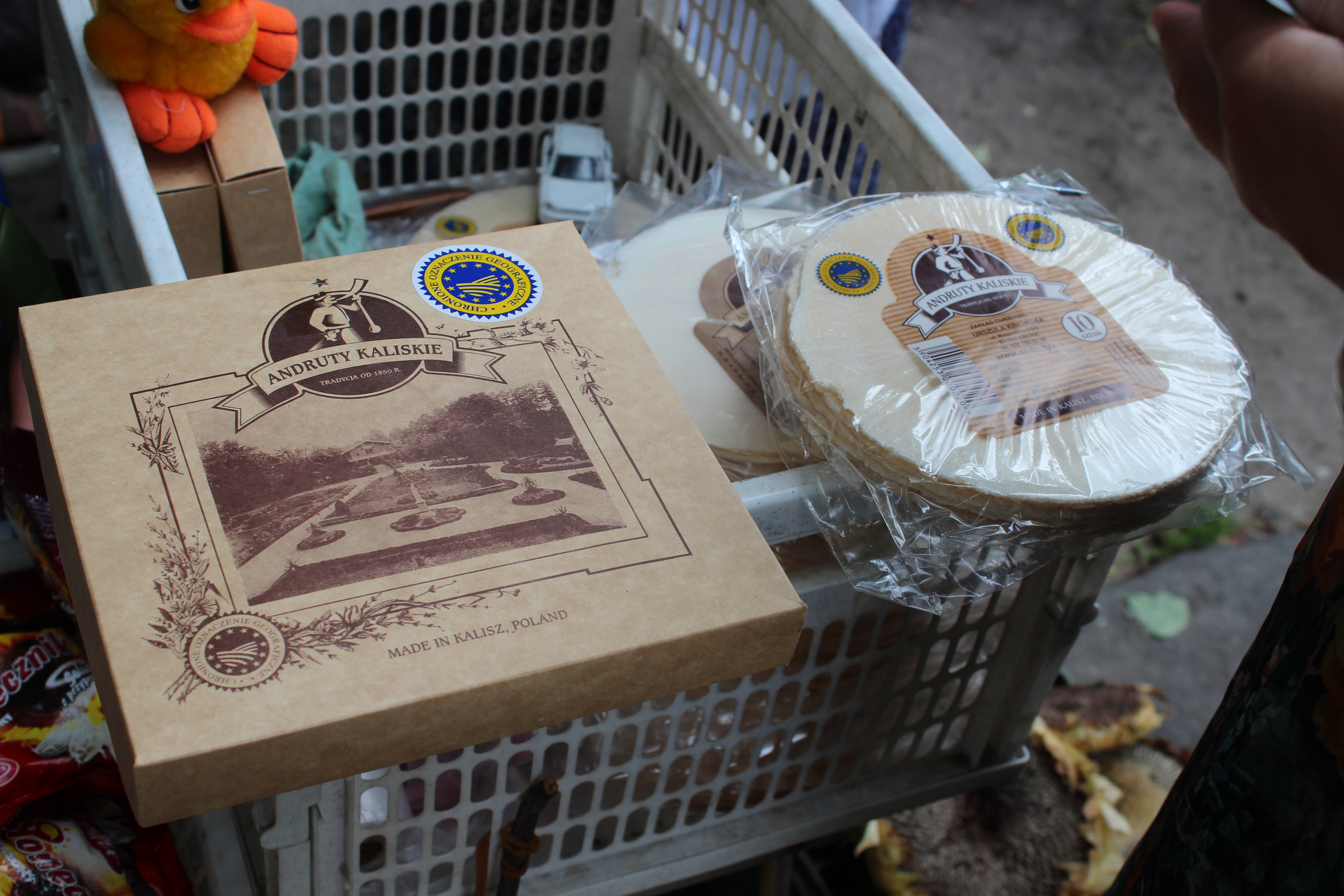
Polsko, Andruty kaliskie
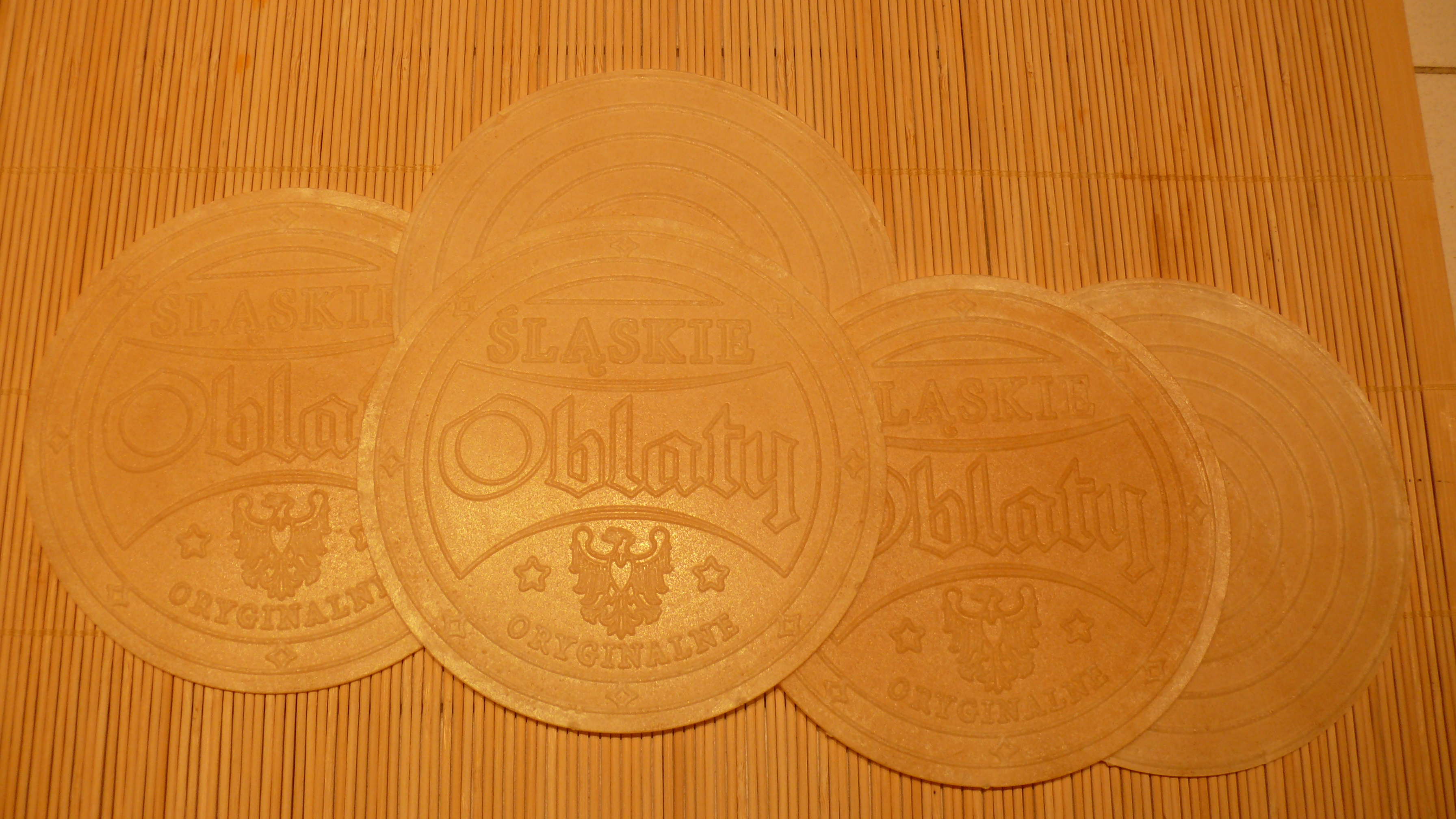
Polsko, Śląskie oblaty
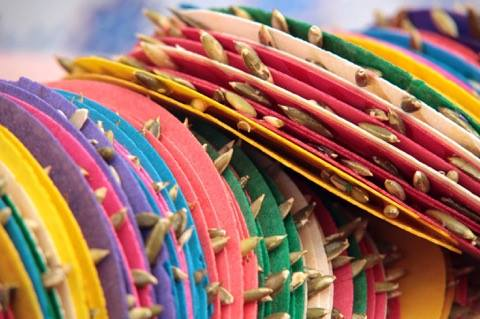
Mexiko, Obleas
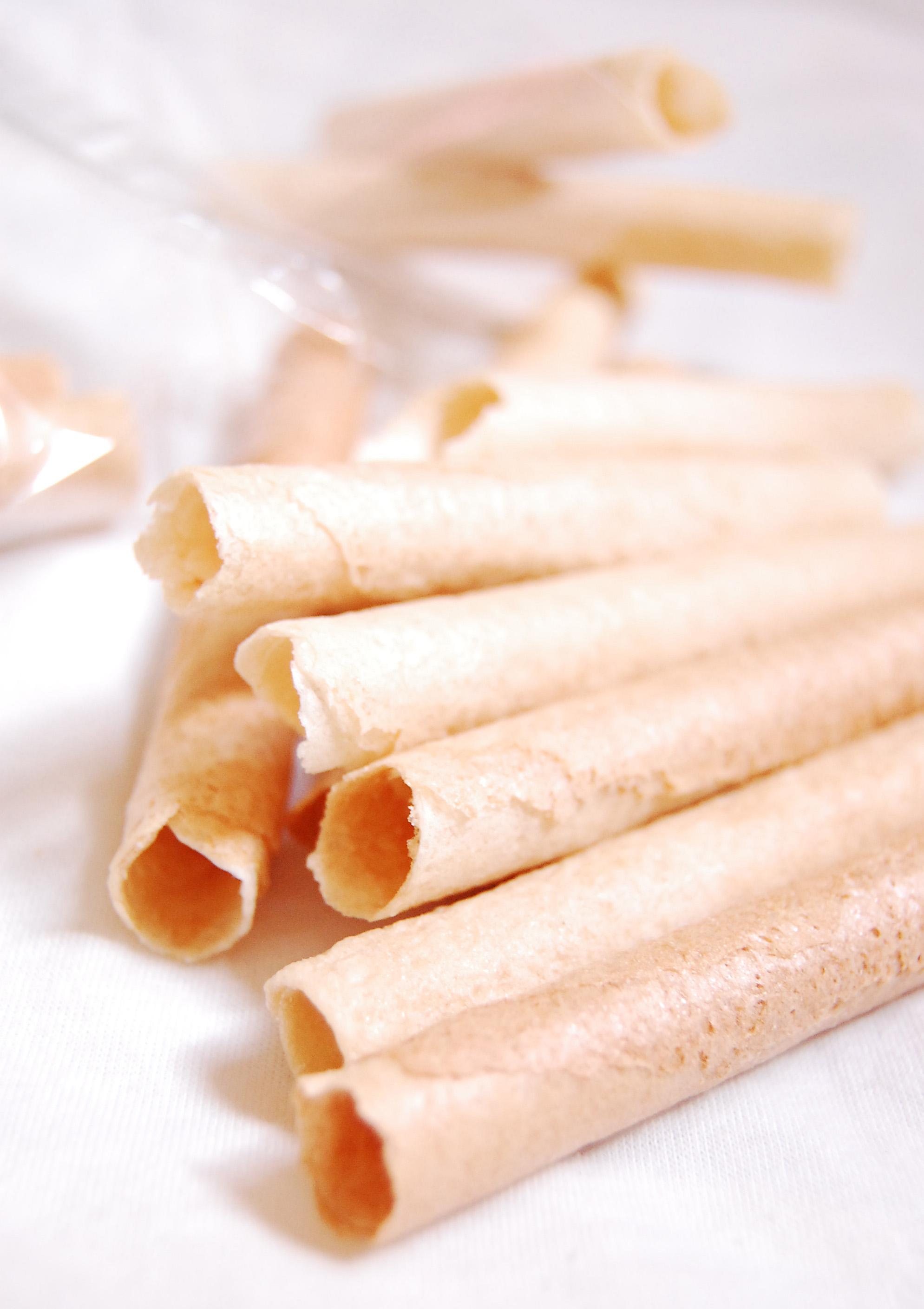
Filipíny, barquillos
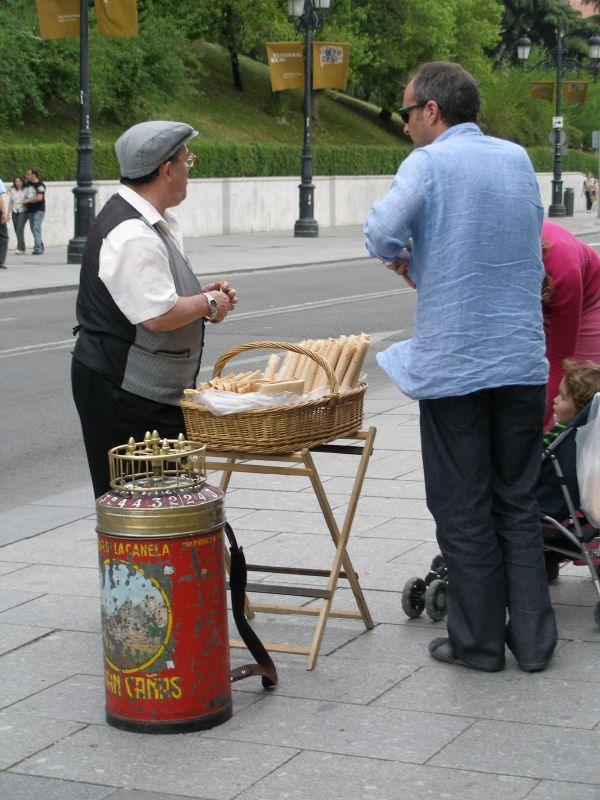
Madrid, pouliční oplatkář barquillero